# Lysiopetalum camaldulense
Lysiopetalum camaldulense är en mångfotingart som beskrevs av Carl Graf Attems 1903. Lysiopetalum camaldulense ingår i släktet Lysiopetalum och familjen Callipodidae. Inga underarter finns listade i Catalogue of Life.